# Temporada 2019 de Deutsche Tourenwagen Masters

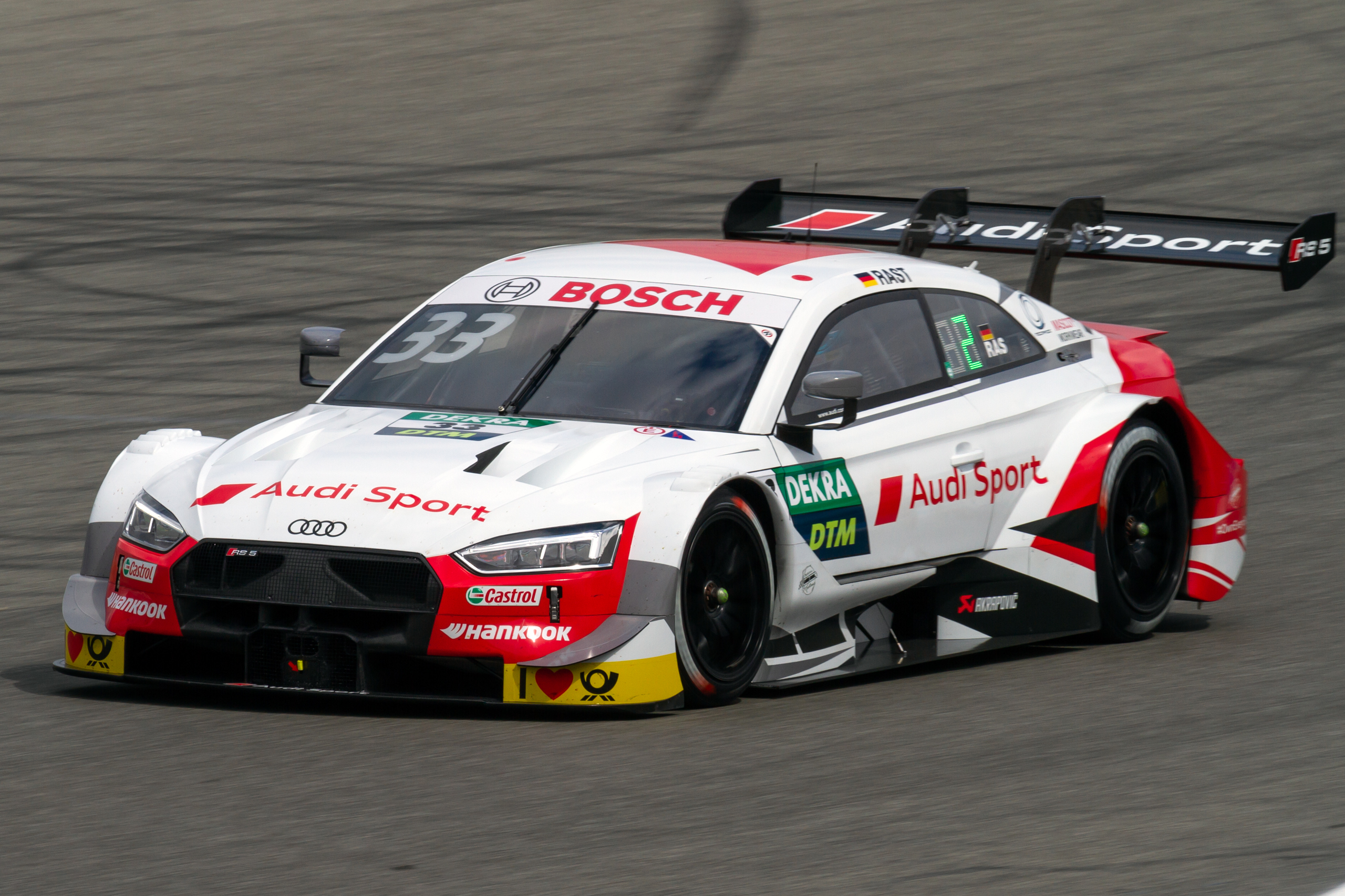
René Rast y Audi Sport Team Rosberg fueron los ganadores de los campeonatos de pilotos y equipos.

La temporada 2019 de Deutsche Tourenwagen Masters fue la edición número 20 de dicho campeonato desde su reaparición en el año 2000 y es el primer año con la normativa «Class One». René Rast ganó su segundo campeonato consecutivo con Audi, marca que casi duplicó en puntos a BMW y Aston Martin.

## Equipos y pilotos
| Fabricante   | Automóvil                    | Equipo                         | N.º | Pilotos               | Rondas   |
| ------------ | ---------------------------- | ------------------------------ | --- | --------------------- | -------- |
| Aston Martin | Aston Martin Vantage AMR DTM | R-Motorsport I                 | 3   | Paul di Resta         | Todas    |
| Aston Martin | Aston Martin Vantage AMR DTM | R-Motorsport I                 | 76  | Jake Dennis           | Todas    |
| Aston Martin | Aston Martin Vantage AMR DTM | R-Motorsport II                | 23  | Daniel Juncadella     | Todas    |
| Aston Martin | Aston Martin Vantage AMR DTM | R-Motorsport II                | 62  | Ferdinand Habsburg    | Todas    |
| Audi         | Audi RS5 Turbo DTM           | Audi Sport Team Abt Sportsline | 4   | Robin Frijns          | Todas    |
| Audi         | Audi RS5 Turbo DTM           | Audi Sport Team Abt Sportsline | 51  | Nico Müller           | Todas    |
| Audi         | Audi RS5 Turbo DTM           | Audi Sport Team Phoenix        | 28  | Loïc Duval            | Todas    |
| Audi         | Audi RS5 Turbo DTM           | Audi Sport Team Phoenix        | 99  | Mike Rockenfeller     | Todas    |
| Audi         | Audi RS5 Turbo DTM           | Audi Sport Team Rosberg        | 21  | Pietro Fittipaldi     | 3        |
| Audi         | Audi RS5 Turbo DTM           | Audi Sport Team Rosberg        | 33  | René Rast             | Todas    |
| Audi         | Audi RS5 Turbo DTM           | Audi Sport Team Rosberg        | 53  | Jamie Green           | 1-2, 4-9 |
| Audi         | Audi RS5 Turbo DTM           | Audi Sport Team WRT            | 21  | Pietro Fittipaldi     | 1-2, 4-9 |
| Audi         | Audi RS5 Turbo DTM           | Audi Sport Team WRT            | 27  | Jonathan Aberdein     | Todas    |
| Audi         | Audi RS5 Turbo DTM           | Audi Sport Team WRT            | 34  | Andrea Dovizioso      | 3        |
| BMW          | BMW M4 Turbo DTM             | BMW Team RMG                   | 11  | Marco Wittmann        | Todas    |
| BMW          | BMW M4 Turbo DTM             | BMW Team RMG                   | 7   | Bruno Spengler        | Todas    |
| BMW          | BMW M4 Turbo DTM             | BMW Team RMR                   | 16  | Timo Glock            | Todas    |
| BMW          | BMW M4 Turbo DTM             | BMW Team RMR                   | 25  | Philipp Eng           | Todas    |
| BMW          | BMW M4 Turbo DTM             | BMW Team RBM                   | 47  | Joel Eriksson         | Todas    |
| BMW          | BMW M4 Turbo DTM             | BMW Team RBM                   | 31  | Sheldon van der Linde | Todas    |
| Honda        | Honda NSX-GT GT500           | Team Kunimitsu                 | 1   | Jenson Button         | 9        |
| Lexus        | Lexus LC 500 GT500           | Lexus Team KeePer TOM'S        | 37  | Nick Cassidy          | 9        |
| Lexus        | Lexus LC 500 GT500           | Lexus Team KeePer TOM'S        | 37  | Ryō Hirakawa          | 9        |
| Nissan       | Nissan GT-R Nismo GT500      | Nismo                          | 35  | Tsugio Matsuda        | 9        |
| Nissan       | Nissan GT-R Nismo GT500      | Nismo                          | 35  | Ronnie Quintarelli    | 9        |

| Leyenda             |
| ------------------- |
| Fabricante invitado |

### Cambios de equipos
- Aston Martin hizo su debut en el campeonato, reemplazando a Mercedes-Benz, con el equipo R-Motorsport.[13]
- W Racing Team fue nuevo equipo cliente de Audi.[14]
- Honda, Lexus y Nissan corrieron la última fecha, en Hockenheimring, como invitados con sus vehículos de Super GT Japonés.[11] En el caso de Lexus y Nissan, fueron con un piloto para cada carrera.[12]

## Calendario
El calendario de esta temporada consistió en nueve rondas y 18 carreras.
| Ronda   | Ronda | Circuito                                                | Fecha            |
| ------- | ----- | ------------------------------------------------------- | ---------------- |
| 1       | C1    | Hockenheimring, Hockenheim                              | 4 de mayo        |
| 1       | C2    | Hockenheimring, Hockenheim                              | 5 de mayo        |
| 2       | C1    | Circuito de Zolder, Heusden-Zolder                      | 18 de mayo       |
| 2       | C2    | Circuito de Zolder, Heusden-Zolder                      | 19 de mayo       |
| 3       | C1    | Misano World Circuit Marco Simoncelli, Misano Adriatico | 8 de junio       |
| 3       | C2    | Misano World Circuit Marco Simoncelli, Misano Adriatico | 9 de junio       |
| 4       | C1    | Norisring, Nuremberg                                    | 6 de julio       |
| 4       | C2    | Norisring, Nuremberg                                    | 7 de julio       |
| 5       | C1    | Circuito de Assen, Assen                                | 20 de julio      |
| 5       | C2    | Circuito de Assen, Assen                                | 21 de julio      |
| 6       | C1    | Brands Hatch, Kent                                      | 10 de agosto     |
| 6       | C2    | Brands Hatch, Kent                                      | 11 de agosto     |
| 7       | C1    | EuroSpeedway Lausitz, Klettwitz                         | 24 de agosto     |
| 7       | C2    | EuroSpeedway Lausitz, Klettwitz                         | 25 de agosto     |
| 8       | C1    | Nürburgring, Nürburg                                    | 14 de septiembre |
| 8       | C2    | Nürburgring, Nürburg                                    | 15 de septiembre |
| 9       | C1    | Hockenheimring, Hockenheim                              | 5 de octubre     |
| 9       | C2    | Hockenheimring, Hockenheim                              | 6 de octubre     |
| Fuente: |       |                                                         |                  |

## Resultados

### Resultados por carrera
| Ronda | Ronda | Circuito                              | Pole position         | Vuelta rápida     | Piloto ganador    | Equipo ganador                 | Fabricante ganador |
| ----- | ----- | ------------------------------------- | --------------------- | ----------------- | ----------------- | ------------------------------ | ------------------ |
| 1     | C1    | Hockenheimring                        | Marco Wittmann        | Timo Glock        | Marco Wittmann    | BMW Team RMG                   | BMW                |
| 1     | C2    | Hockenheimring                        | Philipp Eng           | Pietro Fittipaldi | René Rast         | Audi Sport Team Rosberg        | Audi               |
| 2     | C1    | Circuito de Zolder                    | Marco Wittmann        | Robin Frijns      | Philipp Eng       | BMW Team RMR                   | BMW                |
| 2     | C2    | Circuito de Zolder                    | Sheldon van der Linde | Philipp Eng       | René Rast         | Audi Sport Team Rosberg        | Audi               |
| 3     | C1    | Misano World Circuit Marco Simoncelli | René Rast             | Philipp Eng       | Marco Wittmann    | BMW Team RMG                   | BMW                |
| 3     | C2    | Misano World Circuit Marco Simoncelli | René Rast             | Robin Frijns      | Nico Müller       | Audi Sport Team Abt Sportsline | Audi               |
| 4     | C1    | Norisring                             | Nico Müller           | Nico Müller       | René Rast         | Audi Sport Team Rosberg        | Audi               |
| 4     | C2    | Norisring                             | René Rast             | Nico Müller       | Bruno Spengler    | BMW Team RMG                   | BMW                |
| 5     | C1    | Circuito de Assen                     | Marco Wittmann        | Nico Müller       | Marco Wittmann    | BMW Team RMG                   | BMW                |
| 5     | C2    | Circuito de Assen                     | René Rast             | Philipp Eng       | Mike Rockenfeller | Audi Sport Team Phoenix        | Audi               |
| 6     | C1    | Brands Hatch                          | Marco Wittmann        | Philipp Eng       | Marco Wittmann    | BMW Team RMG                   | BMW                |
| 6     | C2    | Brands Hatch                          | René Rast             | Pietro Fittipaldi | René Rast         | Audi Sport Team Rosberg        | Audi               |
| 7     | C1    | EuroSpeedway Lausitz                  | René Rast             | Robin Frijns      | Nico Müller       | Audi Sport Team Abt Sportsline | Audi               |
| 7     | C2    | EuroSpeedway Lausitz                  | Jamie Green           | Philipp Eng       | René Rast         | Audi Sport Team Rosberg        | Audi               |
| 8     | C1    | Nürburgring                           | René Rast             | René Rast         | René Rast         | Audi Sport Team Rosberg        | Audi               |
| 8     | C2    | Nürburgring                           | Jamie Green           | René Rast         | Jamie Green       | Audi Sport Team Rosberg        | Audi               |
| 9     | C1    | Hockenheimring                        | René Rast             | Nico Müller       | René Rast         | Audi Sport Team Rosberg        | Audi               |
| 9     | C2    | Hockenheimring                        | Mike Rockenfeller     | Mike Rockenfeller | Nico Müller       | Audi Sport Team Abt Sportsline | Audi               |

- Fuente: DTM.[16]

### Sistema de puntos
| Posición | 1º | 2º | 3º | 4º | 5º | 6º | 7º | 8º | 9º | 10º |
| Puntos   | 25 | 18 | 15 | 12 | 10 | 8  | 6  | 4  | 2  | 1   |

Además, a partir de 2017, los tres primeros clasificados en la clasificación también recibirán puntos.
| Posición clasificatoria | 1º | 2º | 3º |
| Puntos                  | 3  | 2  | 1  |

### Campeonato de Pilotos
| Pos.                                 | Piloto                | HOC  | HOC | ZOL  | ZOL | MIS | MIS | NOR | NOR | ASS | ASS | BRH | BRH | LAU  | LAU | NÜR | NÜR | HOC | HOC | Puntos |
| ------------------------------------ | --------------------- | ---- | --- | ---- | --- | --- | --- | --- | --- | --- | --- | --- | --- | ---- | --- | --- | --- | --- | --- | ------ |
| 1                                    | René Rast             | 16†  | 1   | Ret2 | 12  | 21  | 31  | 13  | 71  | 32  | 51  | 2   | 1   | Ret1 | 1   | 1   | 32  | 1   | 3   | 322    |
| 2                                    | Nico Müller           | 8    | 2   | 3    | 8   | 5   | 1   | 21  | 82  | 2   | 3   | 3   | 2   | 13   | 23  | 153 | 6   | 17  | 12  | 250    |
| 3                                    | Marco Wittmann        | 1    | 82  | 71   | 13  | 1   | Ret | 8   | 16† | 1   | 2   | 1   | 10  | 4    | 6   | 3   | Ret | 2   | 12  | 202    |
| 4                                    | Mike Rockenfeller     | 2    | Ret | 5    | 4   | 6   | 10  | Ret | 3   | 9   | 13  | 7   | 6   | 3    | 3   | Ret | 73  | 3   | 21  | 182    |
| 5                                    | Robin Frijns          | 3    | 3   | 12   | Ret | Ret | 42  | Ret | 4   | Ret | 6   | 4   | 3   | 2    | 5   | DSQ | 2   | 4   | 7   | 157    |
| 6                                    | Philipp Eng           | 14   | 41  | 1    | 23  | 7   | 2   | 7   | 5   | 4   | 13  | 6   | 5   | 5    | 10  | 13  | 8   | Ret | 14  | 144    |
| 7                                    | Loïc Duval            | 5    | Ret | 4    | 11  | 3   | 11  | 4   | 63  | 83  | 11  | 53  | 42  | 6    | 8   | 5   | 4   | 5   | 10  | 134    |
| 8                                    | Jamie Green           | 12   | 9   | 6    | 3   |     |     | 11  | 2   | 7   | 9   | 11  | 15  | 102  | 41  | 6   | 1   | 12  | 5   | 115    |
| 9                                    | Bruno Spengler        | 7    | 5   | 103  | 7   | 4   | 8   | 52  | 1   | 15  | Ret | 12  | Ret | 9    | 14  | 2   | 10  | 8   | 9   | 106    |
| 10                                   | Jonathan Aberdein     | 15   | 14  | Ret  | 12  | 82  | 73  | 13  | 14  | 6   | 42  | 9   | 13  | 14   | 72  | 4   | 5   | 14  | Ret | 67     |
| 11                                   | Joel Eriksson         | 13   | 10  | 2    | 10  | Ret | 6   | 3   | 13  | 16  | 16† | DNS | Ret | 8    | 13  | 8   | 11  | 10  | 6   | 61     |
| 12                                   | Timo Glock            | 4    | 6   | 13   | 14  | 10  | Ret | Ret | 9   | 5   | 14  | 13  | 12  | Ret  | 15† | 9   | 9   | 6   | 43  | 58     |
| 13                                   | Sheldon van der Linde | 6    | 13  | 11   | 51  | 9   | 9   | Ret | Ret | 10  | 15  | 8   | 7   | 16   | 11  | 7   | 16  | 16  | 13  | 42     |
| 14                                   | Daniel Juncadella     | 9    | 16  | Ret  | Ret | 13  | 14  | 6   | 10  | Ret | 7   | 10  | 8   | 12   | 12  | 10  | 12  | Ret | Ret | 23     |
| 15                                   | Pietro Fittipaldi     | 10   | 15  | 14   | 9   | 11  | 5   | Ret | 15  | 11  | 10  | DNS | 16  | 7    | 9   | 14  | 13  | 15  | 15  | 22     |
| 16                                   | Paul di Resta         | Ret3 | 7   | 8    | DNS | 16  | Ret | 12  | Ret | 14  | 8   | 14† | 14  | 13   | Ret | 12  | DNS | 7   | DNS | 21     |
| 17                                   | Jake Dennis           | 11   | 11  | Ret  | 6   | 15  | 13  | 9   | 12  | 12  | Ret | Ret | 9   | 11   | Ret | Ret | 14  | 11  | 8   | 17     |
| 18                                   | Ferdinand Habsburg    | Ret  | 12  | 9    | Ret | 14  | 12  | 10  | 11  | 13  | 12  | 15† | 11  | 15   | Ret | 11  | 15  | DNS | 11  | 3      |
| 19                                   | Andrea Dovizioso      |      |     |      |     | 12  | 15  |     |     |     |     |     |     |      |     |     |     |     |     | 0      |
| Invitados que no pueden sumar puntos |                       |      |     |      |     |     |     |     |     |     |     |     |     |      |     |     |     |     |     |        |
| NC                                   | Jenson Button         |      |     |      |     |     |     |     |     |     |     |     |     |      |     |     |     | 9   | 16  | 0      |
| NC                                   | Ryō Hirakawa          |      |     |      |     |     |     |     |     |     |     |     |     |      |     |     |     | 13  |     | 0      |
| NC                                   | Ronnie Quintarelli    |      |     |      |     |     |     |     |     |     |     |     |     |      |     |     |     |     | 17  | 0      |
| NC                                   | Tsugio Matsuda        |      |     |      |     |     |     |     |     |     |     |     |     |      |     |     |     | NC  |     | 0      |
| NC                                   | Nick Cassidy          |      |     |      |     |     |     |     |     |     |     |     |     |      |     |     |     |     | Ret | 0      |
| Pos.                                 | Piloto                | HOC  | HOC | ZOL  | ZOL | MIS | MIS | NOR | NOR | ASS | ASS | BRH | BRH | LAU  | LAU | NÜR | NÜR | HOC | HOC | Puntos |

| Color     | Resultado                                                               |
| --------- | ----------------------------------------------------------------------- |
| Oro       | Ganador                                                                 |
| Plata     | 2.ª plaza                                                               |
| Bronce    | 3.ª plaza                                                               |
| Verde     | Finalizó en los puntos                                                  |
| Azul      | Finalizó sin puntos                                                     |
| Azul      | NC - No clasificado                                                     |
| Violeta   | Ret - No terminó (Carrera)                                              |
| Rojo      | DNQ - No se clasificó                                                   |
| Negro     | DSQ - Descalificado                                                     |
| Blanco    | DNS - No empezó (carrera)                                               |
| Blanco    | WD - Retirado (fin de semana)                                           |
| Blanco    | C - Carrera cancelada                                                   |
| Sin color | DNP - Inscrito pero no participó                                        |
| Sin color | INJ - Lesionado                                                         |
| Sin color | EX - Excluido                                                           |
| Estado    | Resultado                                                               |
| Negrita   | Pole position                                                           |
| Cursiva   | Vuelta rápida                                                           |
| †         | Abandona, pero clasifica al completar el porcentaje requerido para ello |

- Fuente: DTM.[16]

### Campeonato de Equipos
| Pos.                                 | Equipo                         | N.º | HOC  | HOC | ZOL  | ZOL | MIS | MIS | NOR | NOR | ASS | ASS | BRH | BRH | LAU  | LAU | NÜR | NÜR | HOC | HOC | Puntos |
| ------------------------------------ | ------------------------------ | --- | ---- | --- | ---- | --- | --- | --- | --- | --- | --- | --- | --- | --- | ---- | --- | --- | --- | --- | --- | ------ |
| 1                                    | Audi Sport Team Rosberg        | 21  |      |     |      |     | 11  | 5   |     |     |     |     |     |     |      |     |     |     |     |     | 447    |
| 1                                    | Audi Sport Team Rosberg        | 33  | 16†  | 1   | Ret2 | 12  | 21  | 31  | 13  | 71  | 32  | 51  | 2   | 1   | Ret1 | 1   | 1   | 32  | 1   | 3   | 447    |
| 1                                    | Audi Sport Team Rosberg        | 53  | 12   | 9   | 6    | 3   |     |     | 11  | 2   | 7   | 9   | 11  | 15  | 102  | 41  | 6   | 1   | 12  | 5   | 447    |
| 2                                    | Audi Sport Team Abt Sportsline | 4   | 3    | 3   | 12   | Ret | Ret | 42  | Ret | 4   | Ret | 6   | 4   | 3   | 2    | 5   | DSQ | 2   | 4   | 7   | 407    |
| 2                                    | Audi Sport Team Abt Sportsline | 51  | 8    | 2   | 3    | 8   | 5   | 1   | 21  | 82  | 2   | 3   | 3   | 2   | 13   | 23  | 153 | 6   | 17  | 12  | 407    |
| 3                                    | Audi Sport Team Phoenix        | 28  | 5    | Ret | 4    | 11  | 3   | 11  | 4   | 63  | 83  | 11  | 53  | 42  | 6    | 8   | 5   | 4   | 5   | 10  | 316    |
| 3                                    | Audi Sport Team Phoenix        | 99  | 2    | Ret | 5    | 4   | 6   | 10  | Ret | 3   | 9   | 13  | 7   | 6   | 3    | 3   | Ret | 73  | 3   | 21  | 316    |
| 4                                    | BMW Team RMG                   | 7   | 7    | 5   | 103  | 7   | 4   | 8   | 52  | 1   | 15  | Ret | 12  | Ret | 9    | 14  | 2   | 10  | 8   | 9   | 308    |
| 4                                    | BMW Team RMG                   | 11  | 1    | 82  | 71   | 13  | 1   | Ret | 8   | 16† | 1   | 2   | 1   | 10  | 4    | 6   | 3   | Ret | 2   | 12  | 308    |
| 5                                    | BMW Team RMR                   | 16  | 4    | 6   | 13   | 14  | 10  | Ret | Ret | 9   | 5   | 14  | 13  | 12  | Ret  | 15† | 9   | 9   | 6   | 43  | 202    |
| 5                                    | BMW Team RMR                   | 25  | 14   | 41  | 1    | 23  | 7   | 2   | 7   | 5   | 4   | 13  | 6   | 5   | 5    | 10  | 13  | 8   | Ret | 14  | 202    |
| 6                                    | BMW Team RBM                   | 31  | 6    | 13  | 11   | 51  | 9   | 9   | Ret | Ret | 10  | 15  | 8   | 7   | 16   | 11  | 7   | 16  | 16  | 13  | 103    |
| 6                                    | BMW Team RBM                   | 47  | 13   | 10  | 2    | 10  | Ret | 6   | 3   | 13  | 16  | 16† | DNS | Ret | 8    | 13  | 8   | 11  | 10  | 6   | 103    |
| 7                                    | Audi Sport Team WRT            | 21  | 10   | 15  | 14   | 9   |     |     | Ret | 15  | 11  | 10  | DNS | 16  | 7    | 9   | 14  | 13  | 15  | 15  | 79     |
| 7                                    | Audi Sport Team WRT            | 27  | 15   | 14  | Ret  | 12  | 82  | 73  | 13  | 14  | 6   | 42  | 9   | 13  | 14   | 72  | 4   | 5   | 14  | Ret | 79     |
| 7                                    | Audi Sport Team WRT            | 34  |      |     |      |     | 12  | 15  |     |     |     |     |     |     |      |     |     |     |     |     | 79     |
| 8                                    | R-Motorsport I                 | 3   | Ret3 | 7   | 8    | DNS | 16  | Ret | 12  | Ret | 14  | 8   | 14† | 14  | 13   | Ret | 12  | DNS | 7   | DNS | 38     |
| 8                                    | R-Motorsport I                 | 76  | 11   | 11  | Ret  | 6   | 15  | 13  | 9   | 12  | 12  | Ret | Ret | 9   | 11   | Ret | Ret | 14  | 11  | 8   | 38     |
| 9                                    | R-Motorsport II                | 23  | 9    | 16† | Ret  | Ret | 13  | 14  | 6   | 10  | Ret | 7   | 10  | 8   | 12   | 12  | 10  | 12  | Ret | Ret | 26     |
| 9                                    | R-Motorsport II                | 62  | Ret  | 12  | 9    | Ret | 14  | 12  | 10  | 11  | 13  | 12  | 15† | 11  | 15   | Ret | 11  | 15  | DNS | 11  | 26     |
| Invitados que no pueden sumar puntos |                                |     |      |     |      |     |     |     |     |     |     |     |     |     |      |     |     |     |     |     |        |
| NC                                   | Team Kunimitsu                 | 1   |      |     |      |     |     |     |     |     |     |     |     |     |      |     |     |     | 9   | 16  | 0      |
| NC                                   | Lexus Team KeePer TOM'S        | 37  |      |     |      |     |     |     |     |     |     |     |     |     |      |     |     |     | 13  | Ret | 0      |
| NC                                   | Nismo                          | 35  |      |     |      |     |     |     |     |     |     |     |     |     |      |     |     |     | NC  | 17  | 0      |
| Pos.                                 | Equipo                         | N.º | HOC  | HOC | ZOL  | ZOL | MIS | MIS | NOR | NOR | ASS | ASS | BRH | BRH | LAU  | LAU | NÜR | NÜR | HOC | HOC | Puntos |

- Fuente: DTM.[16]

### Campeonato de Fabricantes
| Pos.                                 | Fabricante   | HOC | HOC | ZOL | ZOL | MIS | MIS | NOR | NOR | ASS | ASS | BRH | BRH | LAU | LAU | NÜR | NÜR | HOC | HOC | Puntos |
| ------------------------------------ | ------------ | --- | --- | --- | --- | --- | --- | --- | --- | --- | --- | --- | --- | --- | --- | --- | --- | --- | --- | ------ |
| 1                                    | Audi         | 49  | 61  | 47  | 58  | 57  | 68  | 58  | 59  | 50  | 68  | 58  | 76  | 72  | 90  | 59  | 76  | 66  | 73  | 1132   |
| 2                                    | BMW          | 54  | 39  | 54  | 39  | 45  | 32  | 38  | 37  | 51  | 18  | 3   | 17  | 28  | 9   | 45  | 7   | 34  | 1   | 550    |
| 3                                    | Aston Martin | 3   | 6   | 6   | 0   | 0   | 0   | 11  | 1   | 0   | 10  | 1   | 6   | 0   | 0   | 1   | 0   | 0   | 4   | 49     |
| Invitados que no pueden sumar puntos |              |     |     |     |     |     |     |     |     |     |     |     |     |     |     |     |     |     |     |        |
| NC                                   | Honda        |     |     |     |     |     |     |     |     |     |     |     |     |     |     |     |     | 2   | 0   | 0      |
| NC                                   | Lexus        |     |     |     |     |     |     |     |     |     |     |     |     |     |     |     |     | 0   | 0   | 0      |
| NC                                   | Nissan       |     |     |     |     |     |     |     |     |     |     |     |     |     |     |     |     | 0   | 0   | 0      |
| Pos.                                 | Fabricante   | HOC | HOC | ZOL | ZOL | MIS | MIS | NOR | NOR | ASS | ASS | BRH | BRH | LAU | LAU | NÜR | NÜR | HOC | HOC | Puntos |

- Fuente: DTM.[16]